# 小行星2014
小行星2014（2014 Vasilevskis）是一颗围绕太阳公转的小行星。1973年5月2日，阿諾德·克萊莫拉（Arnold Klemola）在汉密尔顿山发现了此天体。
該小行星以拉脫維亞裔美國天文學家斯坦尼斯勞斯·瓦西列夫斯基斯（Stanislaus Vasilevskis）命名。
这颗小行星的绝对星等为83.01004426136153等。